# Kekova

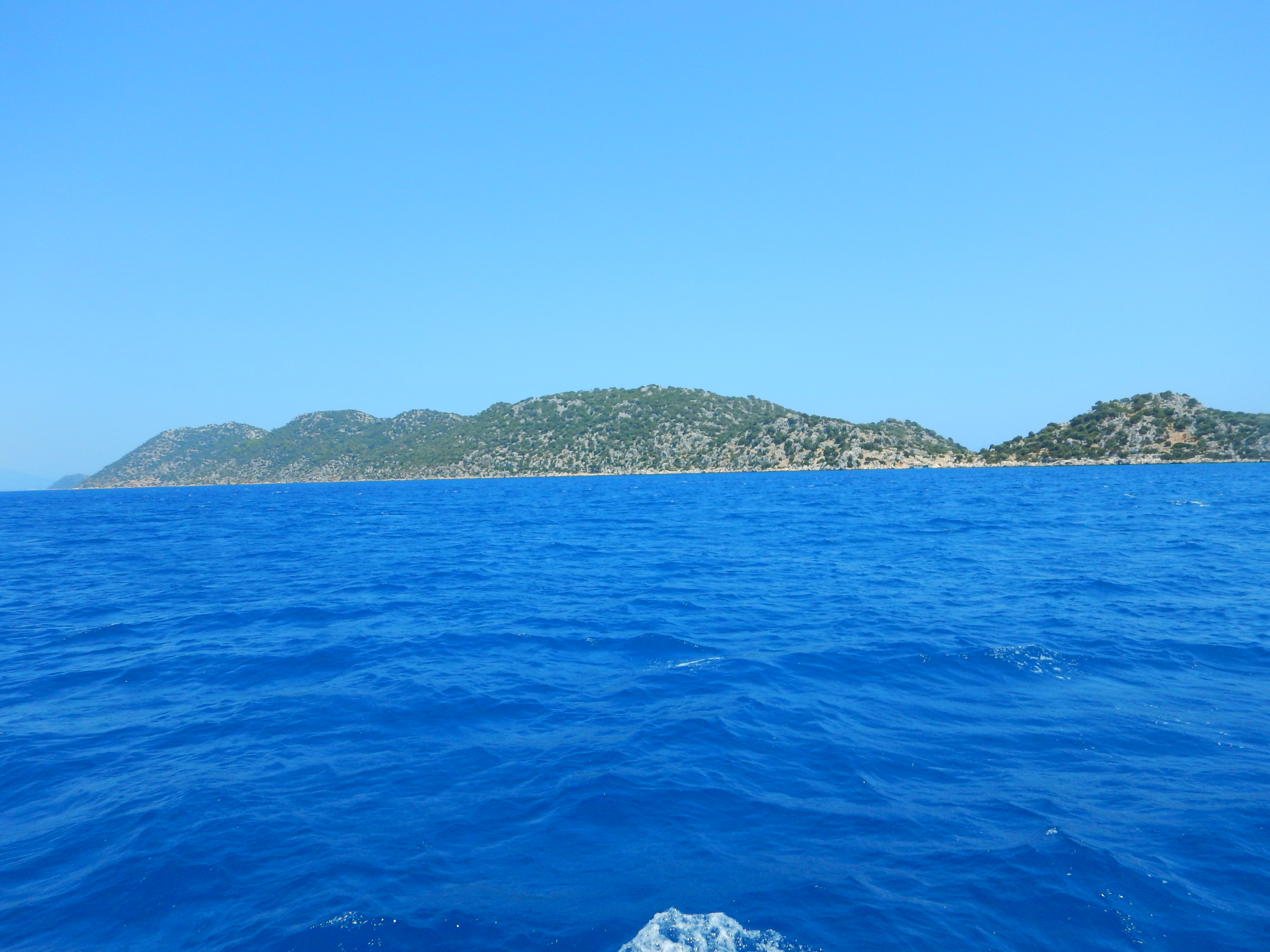
Kekova vista da Ovest

Kekova, chiamata anche Caravola, è un'isola turca posta a sud del villaggio di Kaleköy (chiamato anche Simena). Di forma affusolata, Kekova copre un'area di 5,7 km² ed è lunga 7,5 km: la sua massima elevazione è di 180 m.s.l.m.. L'isola è disabitata.
La zona di Kekova nel suo complesso copre 260 km² e corrisponde alla regione dell'isola stessa, dei villaggi di Kaleköy e Üçağız e le quattro antiche città di Simena, Aperlai, Dolchiste e Teimioussa.
Dopo l'occupazione italiana di Castelrosso, Kekova - la quale a quel tempo era abitata temporaneamente durante i mesi estivi per la raccolta della legna - fu disputata fra l'Italia e la Turchia. La Convenzione fra i due stati firmata nel 1932 ad Ankara la assegnò alla Turchia.
Sul lato settentrionale dell'isola vi sono le rovine parzialmente sommerse di Dolchiste/Dolikisthe, un'antica città distrutta da un terremoto durante il secondo secolo d.C. 
Ricostruita ed ancora fiorente durante l'età bizantina, essa venne definitivamente abbandonata a causa delle incursioni arabe.
Tersane (nome che significa "bacino", derivante dal fatto che la sua baia era sede dell'antica città di Xera e di un bacino) si trova sul lato nordoccidentale dell'isola, ed è riconoscibile dai resti di una chiesa bizantina.
La regione di Kekova è stata dichiarata area protetta nel 1990 dal Ministero Turco per l'Ambiente e le Foreste: tutti i tipi di immersioni (con o senza respiratore) ed anche la semplice balneazione sono soggette a permessi speciali dagli uffici governativi; negli ultimi anni tuttavia la proibizione è stata allentata, fatta eccezione per l'area della "città sommersa", tuttora sottoposta a vincolo.
Kaleköy (detta localmente "Kale") (l'antica Simena) è un sito archeologico dell'antica civiltà licia, situato in uno dei punti più belli della costa turca. È un piccolo villaggio le cui rovine, in parte sommerse, comprendono la città di Aperlae ed un castello. Vi si trovano pensioni e ristoranti di pesce che servono il pescato giornaliero e piatti tradizionali della cucina nazionale. L'accesso al villaggio è possibile solo via mare. 
Üçağız(l'antica Teimioussa) si trova ad 1 km da Kaleköy, a nord di una piccola baia con il medesimo nome ove si trovano le rovine della città antica. Vi si trovano piccoli hotel, ristoranti ed un porticciolo. Il nome del villaggio significa "tre bocche" per le sue tre uscite verso il mare aperto. 
Entrambi i paesi sono mete popolari delle "Mavi Cruises" (crociere blu) lungo la "Costa Turchese" della Licia.
Una delle attività più interessanti a Kekova è la pratica di sport come la canoa e l'immersione in apnea. Con la prima si possono visitare luoghi non accessibili via terra, mentre con la seconda si possono ammirare le rovine della città sommersa.